# La Víbora, Paso de Ovejas
La Víbora är en ort i Mexiko.   Den ligger i kommunen Paso de Ovejas och delstaten Veracruz, i den sydöstra delen av landet, 290 km öster om huvudstaden Mexico City. La Víbora ligger 24 meter över havet och antalet invånare är 405.
Terrängen runt La Víbora är platt, och sluttar österut. Runt La Víbora är det ganska tätbefolkat, med 96 invånare per kvadratkilometer. Närmaste större samhälle är Fraccionamiento Geovillas los Pinos, 18,3 km sydost om La Víbora. Trakten runt La Víbora består till största delen av jordbruksmark.